# Давиденко, Иван Евгеньевич
Иван Евгеньевич Давиденко (1906 — 1990) — командир пулемётного отделения 223-го гвардейского стрелкового полка 78-й гвардейской стрелковой дивизии 5-й гвардейской армии 1-го Украинского фронта, гвардии сержант (на момент представления к награждению орденом Славы 1-й степени), полный кавалер ордена Славы.

## Биография
Родился 10 января 1906 года в селе Литвиновка ныне Решетиловского района, Полтавской области Украины в семье крестьянина. Украинец. Образование начальное. Работал в колхозе.
Когда началась Великая Отечественная война, Иван Евгеньевич, не дождавшись повестки, сам явился в Решетиловский райвоенкомат. Но мобилизован не был, так как был снят с воинского учёта по состоянию здоровье ещё в 30-х годах. Эвакуироваться из-за болезни не успел и остался на оккупированной территории. Только после освобождение Полтавщины вновь добровольцем пришёл в военкомат.
В октябре 1943 года был призван в Красную Армию. После непродолжительной военной подготовки в запасном полку в ноябре Давиденко был уже на фронте. В первой же атаке осколок вражеской мины пробил стопу правой ноги. Более трёх месяцев пролежал в госпитале. Решением врачебной комиссии был признан годным только к нестроевой службе. Несмотря на решение врачей добился направления в действующую армию.
Гвардии рядовой Давиденко стал санитаром в 223-м гвардейском стрелковом полку 78-й гвардейской стрелковой дивизии, с котором прошёл до победного мая. 12 августа 1944 года, в районе населённого пункта Воля Мелецка Краковского воеводства 4-я стрелковая рота, в передовых порядках которой был санинструктор Давиденко, вело бой с превосходящими силами противника. При очередной контратаке после рукопашной схватки гвардейцы отошли на исходный рубеж. Командир 2-го стрелкового взвода младший лейтенант Балышев с тяжёлым ранением остался в нейтральной полосе. Санитар Давиденко, оказывая помощь тяжелораненым солдатам, вдруг заметил, что к лейтенанту ползут четыре гитлеровца. Сняв карабин он меткими выстрелами уничтожил всех четверых, и взвалив на плечи раненого Балышева вынес его и передал полковым санитарам. Приказом по 78-й гвардейской стрелковой дивизии от 20 ноября 1944 года за образцовое выполнение заданий командования и проявленные мужество и отвагу гвардии рядовой Давиденко Иван Евгеньевич награждён орденом Славы 3-й степени.
Особо отличился в феврале 1945 года в бою за город Бриг. 6 февраля при штурме города Бриг отделение Давиденко внезапно ворвалось на окраину города и уничтожило 18 и пленило 50 фашистов. Этот внезапный удар гвардейцев вызвал среди солдат противника страх и панику, которые способствовали быстрой ликвидации гарнизона, окружённого в городе». Приказом по войскам 5-й гвардейской армии от 2 апреля 1945 года за образцовое выполнение заданий командования и проявленные мужество и отвагу гвардии сержант Давиденко Иван Евгеньевич награждён орденом Славы 2-й степени.
Ожесточенные бои разгорелись на подступах к Дрездену. Гвардейцы 6-й стрелковой роты дважды атаковали противника в населённом пункте Вильдорф и дважды, неся потери, возвращались на исходный рубеж. В ночь на 7 мая отделение Давиденко, маскируясь, бесшумно прошло первую, вторую, третью траншеи противника и скрылось в тылу. С огневой позиции, которую выбрал Давиденко, хорошо просматривались тыльные стороны двух дзотов, расположенных на переднем крае противника, и стрелковых ячеек второй траншеи. Все ходы сообщения на этом участке контролировались. Утром, когда в атаку пошли гвардейцы, гвардии сержант Давиденко, выкатив станковый пулемет на огневую позицию, приготовленную ещё ночью, стал короткими очередями бить в спину фашистам. Когда же гитлеровцы, побросав автоматы, бросились в лес, Давиденко переставил пулемет на противоположную сторону траншеи и открыл огонь по убегающим. Задача, поставленная перед частью, была выполнена. Отважным пулемётчиком были уничтожены 2 огневые точки, а в траншеях и ходах сообщения насчитали более тридцати вражеских солдат и офицеров сраженных его метким огнём.
Указом Президиума Верховного Совета СССР от 15 мая 1946 года за мужество, отвагу и бесстрашие, проявленные на заключительном этапе войны с немецкими захватчиками, гвардии сержант Давиденко Иван Евгеньевич награждён орденом Славы 1-й степени. Стал полным кавалером ордена Славы.
В 1945 году старшина Давиденко был демобилизован. Вернулся в родное село, работал в колхозе. Умер 21 января 1990 года.
Награждён орденами Славы 3-х степеней, Отечественной войны 1-й степени, медалями.